# Laurència

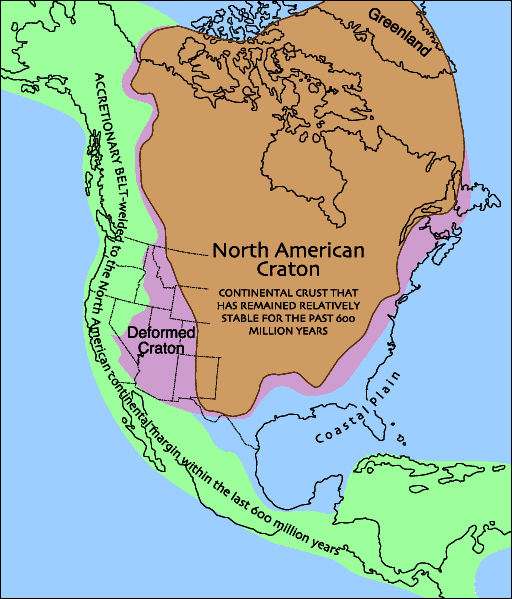
Laurència

Laurència, conegut igualment com el crató nord-americà, és un crató continental de grans dimensions que conforma la base geològica de Nord-amèrica. Al llarg de la seva història, Laurència ha estat un continent a part, com és el cas actualment, tot i que originalment també incloïa les regions cratòniques de Groenlàndia i el nord-oest d'Escòcia, conegut com a terrane de les Hèbrides. En altres moments, ha format part de continents més grossos i supercontinents. Al seu torn, se subdivideix en nombrosos terranes més petits establerts sobre una xarxa de cinturons orogènics del Proterozoic inferior. Es produí una sèrie de col·lisions entre petits microcontinents i illes oceàniques i Laurència que expandiren la massa d'aquesta última i s'hi fusionaren per formar el crató precambrià estable que encara perdura avui en dia.
Deu el seu nom a l'escut Laurencià, a través de les muntanyes Laurencianes, que al seu torn foren anomenades en referència al riu Sant Llorenç.